# Aphonopelma hageni
Aphonopelma hageni är en spindelart som först beskrevs av Embrik Strand 1906.  Aphonopelma hageni ingår i släktet Aphonopelma och familjen fågelspindlar. Inga underarter finns listade i Catalogue of Life.